# Finala Campionatului Mondial de Fotbal 1962
Finala Campionatului Mondial de Fotbal 1962 este meciul decisiv de la Campionatul Mondial de Fotbal din 1962. Meciul s-a jucat între Brazilia și Cehoslovacia. Brazilia a învins cu 3-1, câștigând astfel pentru a doua oară trofeul.
Finala s-a jucat pe Estadio Nacional din Santiago, Chile. După 15 minute, Brazilia se găsea din nou condusă într-o finală de Cupă Mondială, Adolf Scherer lansându-l pe Josef Masopust care marca pentru 1–0 pentru Cehoslovacia. Cu toate acestea, ca și în urmă cu patru ani, Brazilia și-a revenit foarte repede egaliând două minute mai târziu prin Amarildo, după o eroare a portarului cehoslovac Schrojf. Brazilienii nu s-au oprit aici marcând încă de două ori prin Zito și Vavá (o altă greșeală a lui Schrojf). Meciul s-a terminat 3-1, Brazilia apărându-și cu succes trofeul câștigat la turneul trecut, în ciuda absenței lui Pelé.

## Detaliile meciului
| Brazilia                       | 3 – 1  | Cehoslovacia |
| ------------------------------ | ------ | ------------ |
| Amarildo 17' Zito 69' Vavá 78' | Report | Masopust 15' |

| Brazilia | Cehoslovacia |

| BRAZILIA:      |    |                 |
|                |    |                 |
| P              | 1  | Gilmar          |
| F              | 2  | Djalma Santos   |
| F              | 3  | Mauro Ramos (c) |
| F              | 5  | Zózimo          |
| F              | 6  | Nílton Santos   |
| M              | 4  | Zito            |
| M              | 8  | Didi            |
| A              | 7  | Garrincha       |
| A              | 19 | Vavá            |
| A              | 20 | Amarildo        |
| A              | 21 | Mário Zagallo   |
| Antrenor:      |    |                 |
| Aymoré Moreira |    |                 |

| CEHOSLOVACIA:   |    |                   |
|                 |    |                   |
| P               | 1  | Viliam Schrojf    |
| F               | 12 | Jiří Tichý        |
| F               | 4  | Ladislav Novák    |
| F               | 5  | Svatopluk Pluskal |
| F               | 3  | Ján Popluhár      |
| M               | 6  | Josef Masopust    |
| M               | 17 | Tomáš Pospíchal   |
| A               | 8  | Adolf Scherer     |
| A               | 19 | Andrej Kvašňák    |
| A               | 18 | Josef Kadraba     |
| A               | 11 | Josef Jelínek     |
| Antrenor:       |    |                   |
| Rudolf Vytlačil |    |                   |